# Fanconijeva anemija
Fanconijeva anemija (FA) je rijedak genetički poremećaj uzrokovan oštečenjem u nakupini proteina zaduženih za popravak DNK. Poznato je 13 gena čije mutacije uzrokuju FA. Bolest je nazvana prema Guido Fanconiju koju je prvi opisao 1927.g.

## Epidemiologija
Kao posljedica oštećenja kod FA, smatra se da 20% i više pacijenata obole od neke maligne bolesti, najčešće akutne mijeloične leukemije. Oko 90% bolesnica do dobi od 40 godina razviju insuficijenciju koštane srži, dok oko 60-75% bolesnika imaju prirođene mane, niskog su rasta, abnormalnosti kože, ruku, glave, očiju, bubrega i ušiju, te zaostatak u mentalnom razvoju. Očekivana životna dob oboljelih je u 2000.g. bila oko 30 godina.

## Klinička slika
Najozbiljniji simptom FA su hematološki poremećaji. U ranoj životnoj sobi krvna slika je najčešće uredna, a prvi poremećaj je makrocizota tj. megaloblastična anemija u prosjeku oko 7. godine života. U sljedećih deset godina većina bolesnika razvije pancitopeniju, te kasnije trombocitopenija i neutropenija počinju životno uzgrožavati oboljele zbog povećanog rizika za učestale infekcije i rizika za krvarenje.

## Terapija
Bolest se liječi androgenima i hematopoetskim faktorima rasta, na što regira oko 50-75% bolesnika. Mogućnost je transplantacija hematopoetskih matičnih stanica.